# 加計交通
加計交通株式会社（かけこうつう）は、広島県山県郡安芸太田町加計に本社を置くバス・タクシー事業者である。安芸太田町加計地区の広電バス廃止代替路線を運行している。

## 路線バス
以下の路線を運行している。　※2010年5月1日現在、（）内は不経由便あり
病院線
- 戸河内IC - 加計病院 - 加計中央 - 津浪 - 澄合（ - 来見 - 澄合） - 坂根 - 香郷 - 出口 - 昌原
  - 日曜・祝祭日は運休。

加計高速線
- 川・森・文化交流センター - 加計中央 - 津浪 - 加計高速

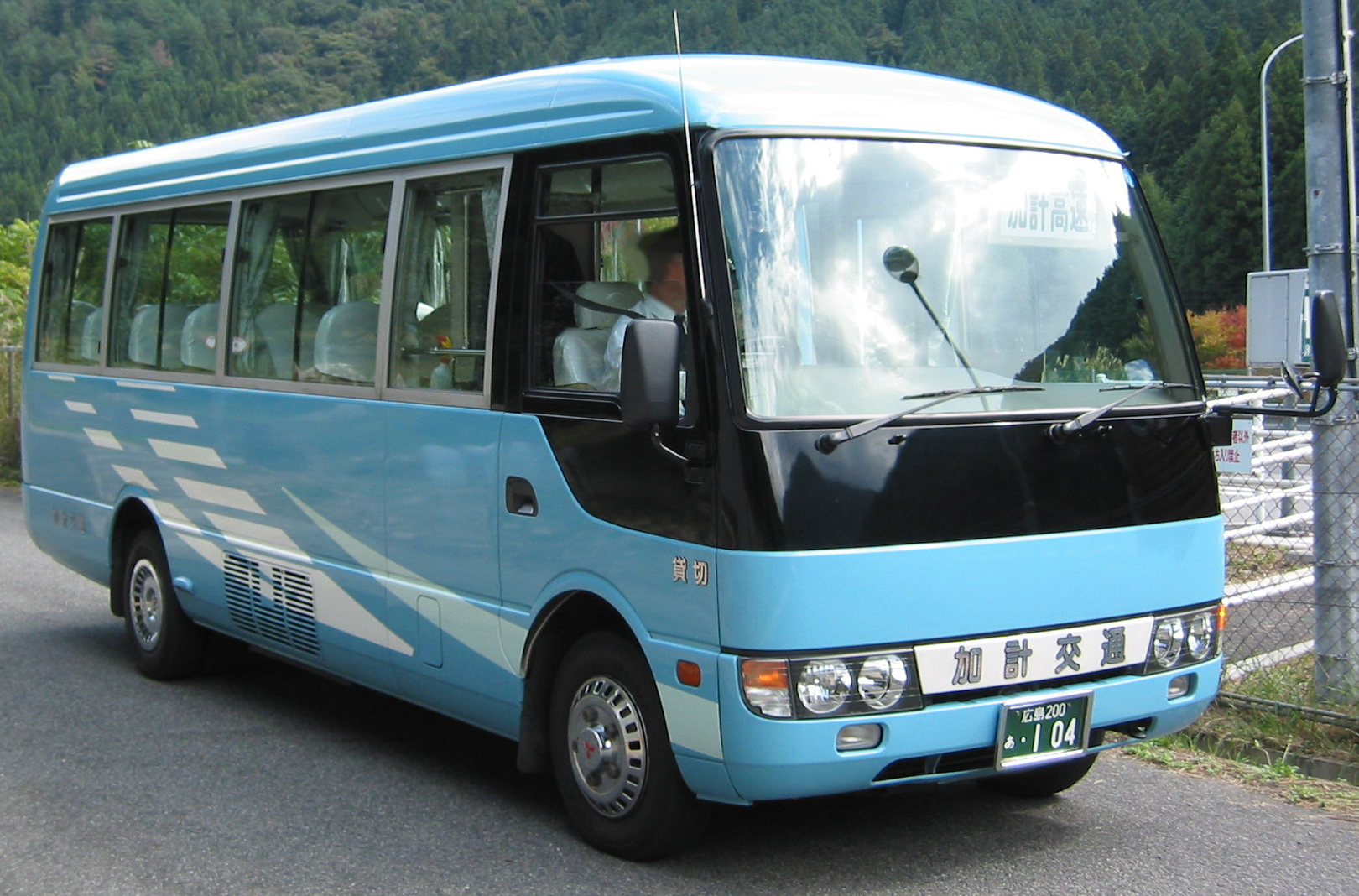
路線バスの車両（2003年当時）